# 圣皮埃尔区 (马提尼克)
圣皮埃尔区（法語：Arrondissement de Saint-Pierre）是法国海外省马提尼克所辖的一个区。总面积210平方公里，总人口23464，人口密度112人/平方公里（1999年）。主要城镇为圣皮埃尔。

## 辖区
圣皮埃尔区辖有8个市镇。
1. 贝尔方丹 (97234)
2. 勒卡尔贝 (97204)
3. 卡斯皮洛特 (97205)
4. 丰圣但尼 (97208)
5. 勒莫讷鲁日 (97218)
6. 勒莫讷韦尔 (97233)
7. 勒普雷舍 (97219)
8. 圣皮埃尔 (97225)